# 诚通证券
新时代证券股份有限公司，简称新时代证券，是一家注册于北京市的全国性综合类证券公司。新时代证券，前身是2003年6月成立的新时代证券有限责任公司。2015年8月，股份制改造完成，更名为新时代证券股份有限公司。

## 历史
2003年6月，新时代证券股份有限公司的前身新时代证券有限责任公司在北京市注册成立。2004年4月，新时代证券在北京、深圳、上海三个中国大陆的金融业聚集的城市设立了投资银行地区业务总部。2009年2月，新时代证券完成对上海远东证券有限公司的并购交易。2015年8月，新时代证券完成股份制改造，更名为新时代证券股份有限公司。

## 处罚及风险事件

### 公司高管参与内部交易遭处罚
2013年11月至2015年2月期间，时任新时代证券公司总经理助理罗向阳基于职务身份先后3次知悉相关上市公司的内幕信息并伙同其在新时代证券许昌智慧大道营业部任营销总监的胞弟罗杨颖，利用罗杨颖实际控制的多个证券账户进行内幕交易。2016年7月12日，证监会决定没收罗向阳、罗杨颖违法所得44.69万元，并对罗向阳、罗杨颖处以254.08万元罚款，并对两人给予终身禁止进入证券市场处罚。

### 新三板做市交易违规遭监管
2016年11月，全国中小企业股份转让系统发布公告称，因2016年9月28日新时代证券在为尚柳园林提供做市服务的过程中，以大幅偏离行情揭示的最近成交价的价格申报并成交导致该股股价盘中出现巨幅振动构成做市交易违规，对新时代证券采取出具警示函的自律监管措施。

### 投行业务遭证监会责令整改
2016年12月，中国证监会通报了对新时代证券等证券公司投行类业务专项检查情况，曾责令新时代证券限期改正，增加内部合规检查次数并提交合规检查报告，并对新时代证券出具了警示函的行政监管措施。

### 保荐IPO项目存在虚假记载遭处罚
2017年5月，新时代证券在为登云股份（深交所：002715）首次公开发行股票并上市提供服务过程中未勤勉尽责，出具含有虚假记载的文件，被证监会责令改正，给予警告，没收业务收入1676.96万元，并处1676.96万元罚款。

### 未尽债券主承销商勤勉义务遭监管
2017年11月，新时代证券担任牵头主承销商的泰达控股“17 泰达债”募集说明书未披露对天津滨海快速交通发展有限公司和天津建泰房地产开发有限公司的担保事项，涉及金额分别为65.63亿元和7亿元，合计73.63亿元，因未认真履行主承销商应尽的勤勉义务，遭到中国证监会天津监管局出具警示函监管。

### 降级
在证监会公布的2017年证券公司分类结果中，新时代证券被降级为CC级。

### 证监会接管
2020年7月，中国证监会指新时代证券隐瞒实际控制人或持股比例，公司治理失衡，宣布接管明天系成员企业之一的新时代证券。
2021年7月24日，中国证券监督管理委员会发布《2021年证券公司分类结果》，其中新时代证券被评为CCC级，与2020年持平。